# Улрих III фон Регенщайн-Хаймбург
Улрих III фон Регенщайн-Хаймбург (на немски: Ulrich III von Regenstein-Heimburg; * ок. 1287; † между 1 септември 1322 – 12 март 1323) от фамилията на графовете на Регенщайн, е граф на Хаймбург и господар в Деренбург (днес част от град Бланкенбург).

## Произход
Той е син на граф Албрехт I фон Регенщайн († 1284/1286) и съпругата му София фон Липе († 1290), дъщеря на Бернхард III фон Липе († 1264/1265) и втората му съпруга София фон Равенсберг-Фехта († 1285). Внук е на граф Улрих I фон Регенщайн († 1265/1267) и правнук на граф Хайнрих I фон Бланкенбург-Регенщайн († сл. 1245).

## Фамилия
Улрих III фон Регенщайн-Хаймбург се жени на 1 юли 1308 г. за София фон Анхалт-Ашерслебен († сл. 1308), дъщеря на княз Ото I фон Анхалт († 1304/1305) и принцеса Хедвиг (Йоана Ядвига) фон Силезия-Бреслау († 1300). Те имат 16 деца:
- Бернхард I († сл. 1368), граф на Регенщайн женен за графиня фон Мансфелд-Кверфурт († 1358), дъщеря на Бурхард V фон Мансфелд-Кверфурт
- Луитгард/Лукард († сл. 1327), омъжена за Ото фон Хадмерслебен-Люнебург, господар на Люнебург († сл. 1364)
- Албрехт II/III († 4 януари 1347/25 юли 1351), женен I. сл. 1319 г. за Ода фон Фалкенщайн († сл. 1319), II. пр. 17 януари 1337 г. за принцеса Юта фон Анхалт-Цербст (* ок. 1316), дъщеря на княз Албрехт I фон Анхалт-Цербст († 1316)
- Хайлвиг († сл. 2 април 1321), омъжена сл. 2 април 1321 г. за граф Конрад III фон Вернигероде († 1339)
- Хедвиг (Хезе) († сл. 1331), омъжена за граф Бурхард VI фон Фалкенщайн († 1336)
- Ото II († сл. 1317), домхер в Магдебург (1317)
- Улрих IV „Млади“ († сл. 1358), тевтонец в Немеров
- Фридрих († сл. 1333), тевтонец в Кумпан
- Улрих († сл. 1328)
- Хайнрих IV († сл. 1328)
- Попо II († сл. 1361), кеепер във Виленберг
- София († сл. 1328)
- Зигфрид IV († сл. 1333)
- Гюнтер († сл. 1333)
- дъщеря († сл. 1339), в свещен орден във Видерщет
- дъщеря († сл. 1339), в свещен орден във Видерщет